# Coassolo Torinese
Coassolo Torinese is een gemeente in de Italiaanse provincie Turijn (regio Piëmont) en telt 1521 inwoners (31-12-2004). De oppervlakte bedraagt 28,0 km², de bevolkingsdichtheid is 54 inwoners per km².
De volgende frazioni maken deel uit van de gemeente: Banche, Benne, Castiglione, San Pietro, Vauda, Vietti.

## Demografie
Coassolo Torinese telt ongeveer 697 huishoudens. Het aantal inwoners steeg in de periode 1991-2001 met 12,0% volgens cijfers uit de tienjaarlijkse volkstellingen van ISTAT.
| Jaar | Inwoneraantal |
| ---- | ------------- |
| 1991 | 1313          |
| 2001 | 1470          |

## Geografie
Coassolo Torinese grenst aan de volgende gemeenten: Locana, Corio, Monastero di Lanzo, Balangero, Lanzo Torinese.